# Pico de Teyra
Pico de Teyra är en bergstopp i Mexiko.   Den ligger i kommunen Mazapil och delstaten Zacatecas, i den centrala delen av landet, 600 km nordväst om huvudstaden Mexico City. Toppen på Pico de Teyra är 2 800 meter över havet.
Terrängen runt Pico de Teyra är huvudsakligen kuperad. Pico de Teyra är den högsta punkten i trakten. Trakten runt Pico de Teyra är nära nog obefolkad, med mindre än två invånare per kvadratkilometer. Närmaste större samhälle är Pozo Hidalgo, 18,7 km nordväst om Pico de Teyra. Omgivningarna runt Pico de Teyra är i huvudsak ett öppet busklandskap.